# Malcolm Glover
Malcolm Glover, CB, OBE (* 25. Juli 1897; † 26. November 1970) war ein britischer Offizier und zuletzt Generalmajor der British Army.

## Leben
Malcolm Glover trat nach dem Besuch der Birkenhead School in Oxton in die Britisch-Indische Armee ein und fand in den folgenden Jahren zahlreiche Verwendungen als Offizier und Stabsoffizier. Während des Zweiten Weltkrieges war er zunächst zwischen 1940 und 1941 Assistierender Generalmeister der technischen Truppen (Assistant Master-General of Ordnance) in Britisch-Indien. Danach war er vom 15. Oktober 1941 bis Oktober 1943 Brigadegeneral im Generalstab des Nord-Kommandos (Brigadier General Staff, Northern Command) beziehungsweise seit April 1942 Brigadegeneral im Generalstab des Nordwest-Kommandos der Britisch-Indischen Armee (Brigadier General Staff, North Western Command). Für seine Verdienste in dieser Zeit wurde er 1942 zum Officer des Order of the British Empire (OBE) ernannt.
Nach seiner befristeten Ernennung zum Temporary Brigadier war Glover von 1943 bis 1944 Kommandeur der 3. Indischen Brigade (3rd Indian Brigade) und wurde im Anschluss am 20. Oktober 1944 Direktor für Organisation im Hauptquartier der Britisch-Indischen Armee. Nach seiner Rückkehr nach Großbritannien wechselte er ins Kriegsministerium, in dem er zwischen 1946 und seinem Eintritt in den Ruhestand 1948 als stellvertretender Generaladjutant (Deputy Adjutant-General, War Office) als Vertreter des Generaladjutanten zuständig für die Entwicklung der Personalpolitik und der Unterstützung der Armee. Für seine Verdienste wurde er 1947 auch Companion des Order of the Bath (CB). Zuletzt wurde er zum Major-General befördert.
Malcolm Glover war mit Jean Catherine Ogilvy Will verheiratet, Tochter von Colonel J. Will vom Royal Army Medical Corps (RAMC). Aus dieser Ehe gingen zwei Söhne und eine Tochter hervor, darunter General Sir James Malcolm Glover, KCB, MBE (1929–2000), der unter anderem zwischen 1985 und 1987 Oberkommandierender der Landstreitkräfte (Commander-in-Chief, Land Forces) war.